# Delina Boshoff
Delina Ann „Linky“ Boshoff-Mortlock (* 12. November 1956) ist eine ehemalige südafrikanische Tennisspielerin. 

## Erfolge
Delina Boshoff gewann mit ihrer Landsfrau Ilana Kloss im Jahr 1976 die Konkurrenz im Damendoppel bei den US Open. Sie besiegten im Finale Olga Morosowa und Virginia Wade glatt in zwei Sätzen mit 6:1, 6:4.